# Tord Pedersson Bonde
Tord Pedersson Bonde (mort en mai 1470) est un archevêque désigné mais non consacré d'Uppsala de 1468 à 1469.

## Origine
Son nom est Tord Pedersson, mais comme sa mère était issue de la célèbre famille Bonde, il utilise le plus souvent son patronyme accolé au sien. Il fait ses études à l'université de Leipzig en 1437-1439 et reçoit le titre de bachelier en arts. Après être revenu en Suède il devient diacre à Linköping. Sa mère étant apparentée au roi Karl Knutsson Bonde, l'on pense que c'est à cette raison qu'il doit sa promotion archiépiscopale. En 1467, l'archevêque d'Uppsala Jöns Bengtsson Oxenstierna meurt et lors d'une réunion du Conseil en mars 1468 le roi Karl Knutsson décide de nommer Tom Pedersson comme son successeur. Le mois suivant celui-ci est élu par le chapitre de chanoines de la cathédrale et il entre en possession de la fonction, des droits économiques y afférents et monte sur la cathèdre d'archevêque. Toutefois le pape Paul II refuse d'approuver sa désignation et demande que Tord Pedersson soit remplacé par Jakob Ulvsson. Tord Pedersson est déposé le 18 décembre 1469. Il meurt peu après l'année suivante. Åsbrink et Westman indiquent qu'il est mort « dans les deux semaines » qui suivent la mort du roi le 15 mai.